# Parafia Niepokalanego Poczęcia Najświętszej Maryi Panny w Horyńcu-Zdroju
Parafia Niepokalanego Poczęcia Najświętszej Maryi Panny w Horyńcu-Zdroju – parafia należąca do dekanatu Narol diecezji zamojsko-lubacNajświętszej Maryi Pannyzowskiej. Została utworzona w 1775. Mieści się przy ulicy Konopnickiej. Prowadzą ją ojcowie Franciszkanie Konwentualni.
Do parafii należą wierni z następujących miejscowości: Dziewięcierz, Horyniec-Zdrój, Niwki, Nowiny Horynieckie, Podemszczyzna, Puchacze, Radruż, Świdnica, Wólka Horyniecka
Parafia ma kościoły filialne: w dawnej kaplicy dworskiej pw. św. Jakuba Strzemię, w Wólce Horynieckiej pw. św. Brata Alberta, oraz kaplice w  Radrużu, Nowinach Horynieckich i w Dziewięcierzu.

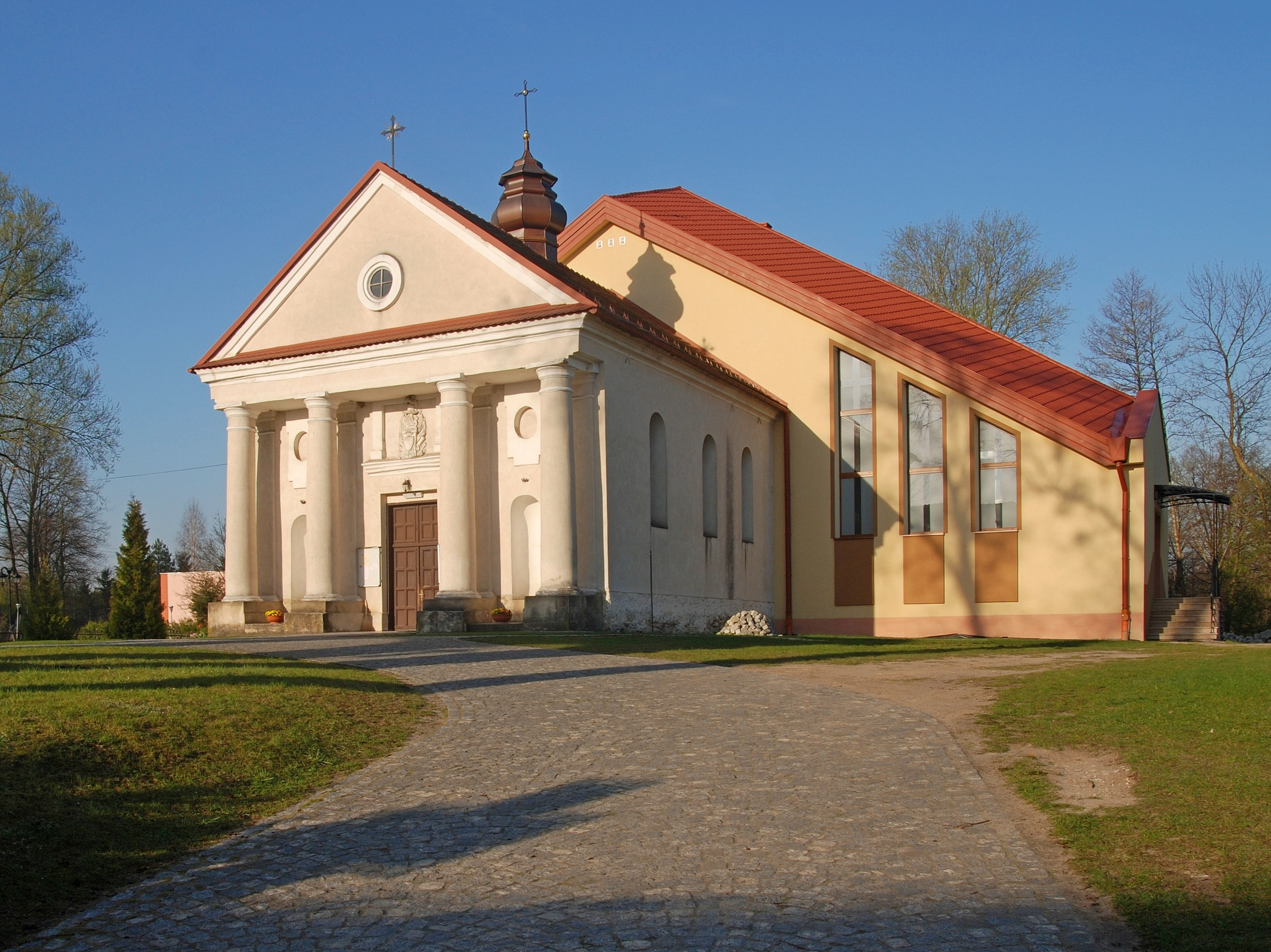
Kościół filialny w Horyńcu-Zdroju